# Branislav Rzeszoto
Branislav Rzeszoto (* 3. listopadu 1975, Žilina, Československo) je bývalý slovenský fotbalový brankář a reprezentant. Mimo Slovensko působil na klubové úrovni v České republice, na Kypru a v Itálii.
Po skončení profesionální hráčské kariéry se stal trenérem brankářů.

## Klubová kariéra
Hrál za MŠK Žilina, Spartak Trnava, FC Tescoma Zlín, ŠK Slovan Bratislava, Apoel Nicosia, FC Vysočina Jihlava, FC Senec, DAC Dunajská Streda a Ascoli Calcio.
V nejvyšší české lize nastoupil ve 47 utkáních.

## Reprezentační kariéra
V A-mužstvu slovenské reprezentace si odbyl premiéru 6. února 2002 v přátelském zápase v íránském Teheránu proti domácí reprezentaci (prohra 2:3). Celkem odehrál v letech 2002–2003 za slovenský národní tým 3 utkání.

## Trenérská kariéra
V letech 2012–2017 působil jako trenér u mládežnických týmů klubu MŠK Žilina. V červnu 2017 přijal nabídku na funkci trenéra brankářů českého klubu MFK Karviná. Nahradil Petra Holce.

## Statistiky

### Ligová bilance
| Ročník                    | Zápasy | Góly | Klub                 |
| ------------------------- | ------ | ---- | -------------------- |
| Corgoň liga 1994/95       | 8      | 0    | MŠK Žilina           |
| Corgoň 1996/97            | 30     | 0    | MŠK Žilina           |
| Corgoň liga 1997/98       | 4      | 0    | MŠK Žilina           |
| Corgoň liga 1997/98       | 2      | 0    | Spartak Trnava       |
| Corgoň liga 1998/99       | 3      | 0    | Spartak Trnava       |
| Corgoň liga 2000/01       | 35     | 0    | MŠK Žilina           |
| Corgoň liga 2001/02       | 28     | 0    | MŠK Žilina           |
| Gambrinus liga 2002/03    | 27     | 0    | FC Tescoma Zlín      |
| Corgoň liga 2003/04       | 6      | 0    | MŠK Žilina           |
| Corgoň liga 2003/04       | 7      | 0    | ŠK Slovan Bratislava |
| Marfin Laiki Liga 2004/05 | 2      | 0    | APOEL FC             |
| Gambrinus liga 2005/06    | 20     | 0    | FC Vysočina Jihlava  |
| Corgoň liga 2007/08       | 1      | 0    | FC Senec             |
| CELKEM                    | 173    | 0    |                      |

### Reprezentační zápasy
Zápasy Branislava Rzeszota za A-mužstvo Slovenska
| Rok    | Zápasy | Góly |
| ------ | ------ | ---- |
| 2002   | 1      | 0    |
| 2003   | 2      | 0    |
| Celkem | 3      | 0    |